# Santa Rosa de Chonta Alto
Santa Rosa de Chonta Alto es un caserío peruano ubicado en el distrito de Montero, perteneciente a la provincia de Ayabaca del departamento de Piura, al norte del Perú. 

## Ubicación
Santa Rosa de Chonta Alto se ubica al norte de la provincia de Ayabaca, en el distrito de Montero, en el departamento de Piura.

## Demografía
En 2017 Santa Rosa de Chonta Alto tenía una población de 58 habitantes.